# هاکان آریکان
هاکان آریکان (انگلیسی: Hakan Arıkan؛ زادهٔ ۱۷ اوت ۱۹۸۲) بازیکن فوتبال اهل ترکیه است.
از باشگاه‌هایی که در آن بازی کرده‌است می‌توان به باشگاه فوتبال قیصریه‌اسپور، باشگاه فوتبال آنتالیااسپور، باشگاه فوتبال آنکارا اسپور، باشگاه فوتبال مرسین، باشگاه فوتبال ترابزون‌اسپور، باشگاه ورزشی کوکائلی اسپور، و باشگاه فوتبال بشیکتاش اشاره کرد.
وی همچنین در تیم ملی فوتبال ترکیه بازی کرده‌است.